# فريق دولة فلسطين للتدخل والاستجابة العاجلة
فريق دولة فلسطين للتدخل والاستجابة العاجلة هو فريق إغاثة وتدخل واستجابة عاجلة فلسطيني يتكون من عدة جهات رسمية في مجال الاستجابة للطوارئ والمساهمة والجهود الدولية للتعافي من الكوارث، وهي: الوكالة الفلسطينية للتعاون الدولي (رئيسًا للفريق)، ووزارة الصحة، وجمعية الهلال الأحمر الفلسطيني، والدفاع المدني الفلسطيني، ونقابة المهندسين–مركز القدس.
ظهر الفريق لأول مرة في 17 أبريل 2016 نتيجةً للاستجابة العاجلة لإنقاذ ضحايا الزلزال الذي وقع في الإكوادور. وفي 22 ديسمبر 2019 وقعت اتفاقية شراكة بين المؤسسات الفلسطينية ذات العلاقة.

## قائمة تدخلات الفريق
| الرقم | الدولة المستهدفة | التاريخ       | سبب التدخل             | ملاحظات |
| ----- | ---------------- | ------------- | ---------------------- | ------- |
| 1     | الإكوادور        | 17 أبريل 2016 | زلزال الإكوادور 2016   | [ 2 ]   |
| 2     | دومينيكا         | سبتمبر 2017   | إعصار ماريا            | [ 3 ]   |
| 3     | باكستان          | سبتمبر 2022   | فيضانات باكستان 2022   | [ 4 ]   |
| 4     | سوريا            | فبراير 2023   | زلزال قهرمان مرعش 2023 | [ 5 ]   |
| 5     | تركيا            | فبراير 2023   | زلزال قهرمان مرعش 2023 | [ 5 ]   |
| 6     | المغرب           | سبتمبر 2023   | زلزال الحوز 2023       | [ 6 ]   |
| 7     | ليبيا            | سبتمبر 2023   | عاصفة دانيال 2023      | [ 7 ]   |

## أوسمة
في 25 أبريل 2023، منح رئيس تركيا رجب طيب أردوغان الفريق وسام الجمهورية للتضحية وشهادة التقدير لجهوده خلال التدخل والاستجابة العاجلة بعد حدوث زلزال قهرمان مرعش في فبراير 2023.